# Paul Lawrie
Paul Stewart Lawrie (Aberdeen, 1º gennaio 1969) è un golfista scozzese.

## Carriera
Professionista dal 1986, è diventato membro dell'European Tour nel 1992. Ha totalizzato 12 vittorie in carriera, di cui 8 sullo European Tout, e tra tutte quella nell'Open Championship del 1999 a Carnoustie dopo un playoff con Jean Van De Velde e Justin Leonard. Ha partecipato a due Ryder Cup, nel 1999 e nel 2012.

## Vittorie professionali (17)

### PGA Tour vittorie (1)
| Legenda              |
| Campionati Major (1) |
| Altri PGA Tour (0)   |

| No. | Data           | Torneo                | Punteggio di vittoria | Margine | Secondo/i                         |
| --- | -------------- | --------------------- | --------------------- | ------- | --------------------------------- |
| 1   | 18 luglio 1999 | The Open Championship | +6 (73-74-76-67=290)  | Playoff | Justin Leonard, Jean van de Velde |

PGA Tour playoff record (1–0)
| No. | Anno | Torneo                | Sfidante/i                        | Risultato |
| --- | ---- | --------------------- | --------------------------------- | --- |
| 1   | 1999 | The Open Championship | Justin Leonard, Jean van de Velde | Ha vinto il playoff complessivo a quattro buche; Lawrie: E (5-4-3-3=15), Leonard: +3 (5-4-4-5=18), van de Velde: +3 (6-4-3-5=18) |

### European Tour vittorie (8)
| Legenda                 |
| Campionati Major (1)    |
| Altri European Tour (7) |

| No. | Data             | Torneo                                    | Punteggio di vittoria | Margine | Secondo/i                         |
| --- | ---------------- | ----------------------------------------- | --------------------- | ------- | --------------------------------- |
| 1   | 3 marzo 1996     | Catalan Open                              | −9 (65-70=135)*       | 1 colpo | Fernando Roca                     |
| 2   | 20 febbraio 1999 | Qatar Masters                             | −20 (68-65-67-68=268) | 7 colpi | Søren Kjeldsen, Phillip Price     |
| 3   | 18 luglio 1999   | The Open Championship                     | +6 (73-74-76-67=290)  | Playoff | Justin Leonard, Jean van de Velde |
| 4   | 21 ottobre 2001  | Dunhill Links Championship                | −18 (71-68-63-68=270) | 1 colpo | Ernie Els                         |
| 5   | 11 agosto 2002   | Celtic Manor Resort Wales Open            | −16 (67-65-70-70=272) | 5 colpi | John Bickerton                    |
| 6   | 27 marzo 2011    | Open de Andalucía de Golf                 | −12 (66-67-65-70=268) | 1 colpo | Johan Edfors                      |
| 7   | 5 febbraio 2012  | Commercialbank Qatar Masters (2)          | −15 (69-67-65=201)*   | 4 colpi | Jason Day, Peter Hanson           |
| 8   | 26 agosto 2012   | Johnnie Walker Championship at Gleneagles | −16 (68-69-67-68=272) | 4 colpi | Brett Rumford                     |

*Nota: Torneo ridotto a 36/54 buche a causa del tempo.
European Tour playoff record (1–2)
| No. | Anno | Torneo                         | Sfidante/i                                                                   | Risultato |
| --- | ---- | ------------------------------ | ---------------------------------------------------------------------------- | --- |
| 1   | 1999 | The Open Championship          | Justin Leonard, Jean van de Velde                                            | Ha vinto il playoff complessivo a quattro buche; Lawrie: E (5-4-3-3=15), Leonard: +3 (5-4-4-5=18), van de Velde: +3 (6-4-3-5=18) |
| 2   | 2001 | Celtic Manor Resort Wales Open | Daren Lee, Paul McGinley                                                     | McGinley ha vinto con il par alla quinta buca in più Lawrie è stato eliminato dal par alla seconda buca                          |
| 3   | 2003 | Dunhill Championship           | Mark Foster, Anders Hansen, Trevor Immelman, Doug McGuigan, Bradford Vaughan | Foster ha vinto con il tiro eagle alla seconda buca extra Hansen e McGuigan eliminati col tiro birdie alla prima buca            |

### Sunshine Tour vittorie (1)
| No. | Anno             | Torneo                | Punteggio di vittoria | Margine | Secondo/i                                  |
| --- | ---------------- | --------------------- | --------------------- | ------- | ------------------------------------------ |
| 1   | 19 febbraio 2017 | Dimension Data Pro-Am | −15 (69-69-69-67=274) | 1 colpo | Justin Hicks, Chris Lloyd, Chris Swanepoel |

Sunshine Tour playoff record (0–1)
| No. | Anno | Torneo               | Sfidante/i                                                                   | Risultato |
| --- | ---- | -------------------- | ---------------------------------------------------------------------------- | --- |
| 1   | 2003 | Dunhill Championship | Mark Foster, Anders Hansen, Trevor Immelman, Doug McGuigan, Bradford Vaughan | Foster ha vinto col tiro eagle alla seconda buca extra Hansen e McGuigan eliminati col tiro birdie alla prima buca |

### Altre vittorie (6)
- 1990 Scottish Assistants Championship
- 1991 Daily Express Scottish National Pro-am
- 1992 UAP European Under-25 Championship, Scottish PGA Championship
- 2002 Aberdeen Asset Management Scottish Match Play Championship
- 2005 Scottish PGA Championship

### European Senior Tour vittorie (2)
| No. | Data           | Torneo                                        | Punteggio di vittoria | Margine | Secondo/i                 |
| --- | -------------- | --------------------------------------------- | --------------------- | ------- | ------------------------- |
| 1   | 18 agosto 2019 | Scottish Senior Open                          | −2 (68-72-71=211)     | 2 colpi | Peter Baker, Peter Fowler |
| 2   | 19 giugno 2022 | Farmfoods European Legends Links Championship | −11 (64-71-70=205)    | 3 colpi | Euan McIntosh             |

European Senior Tour playoff record (0–1)
| No. | Anno | Torneo         | Sfidante      | Risultato                           |
| --- | ---- | -------------- | ------------- | ----------------------------------- |
| 1   | 2022 | Jersey Legends | Richard Green | Perso al par alla terza buca in più |

## Tornei Major

### Vittorie (1)
| Anno | Campionato            | 54 buche           | Punteggio di vittoria | Margine  | Secondo/i                         |
| ---- | --------------------- | ------------------ | --------------------- | -------- | --------------------------------- |
| 1999 | The Open Championship | 10 tiri di deficit | +6 (73-74-76-67=290)  | Playoff1 | Justin Leonard, Jean van de Velde |

1Sconfitto Leonard e van de Velde nei playoff con 4 buche: Lawrie (5-4-3-3=15), Leonard (5-4-4-5=18), van de Velde ( 6-4-3-5=18).